# My Love from the Star
My Love from the Star (hangul: 별에서 온 그대; rr: Byeoreseo on geudae; literalmente You Who Came from the Stars) é uma telenovela sul-coreana sobre um alienígena que caiu na Terra há 400 anos na dinastia Joseon, que então se apaixona por uma atriz top na era moderna. Foi ao ar pela SBS a partir de 18 de dezembro de 2013 a 27 de fevereiro de 2014 nas quartas e quintas-feiras às 21:55 com um total de 21 episódios, porque  a produtora decidiu prorrogar a série originalmente de 20 episódios com um episódio à mais, devido à demanda de telespectadores.
As estrelas do romance de fantasia Kim Soo-hyun e Jun Ji-hyun (também conhecido como Gianna Jun, em seu retorno a telinha após 14 anos), que já trabalharam juntos no filme de assalto The Thieves.
Ji-hyun ganhou o Daesang (ou "Grande Prêmio"), o maior prêmio para a televisão, nas premiações Baeksang Arts Awards e SBS Drama Awards, assim como Soo-hyun no Korea Drama Awards.

## Enredo
Do Min-joon é um alienígena que caiu na Terra no ano de 1609, durante a Dinastia Joseon. Enquanto ele tenta ajudar uma jovem, Yi Hwa, escapar de leis que estão tentando matá-la, ele esquece de sua viagem de volta para seu planeta e fica preso na Terra para os próximos quatro séculos. Ele possui uma aparência quase perfeita, capacidades físicas melhoradas que envolvem sua visão, audição e velocidade, e, uma visão cansada e cínico sobre os seres humanos.
Como o tempo passando, Min-joon é forçado a assumir uma nova identidade a cada dez anos, como sua aparência humana nunca envelhece.
No presente, ele trabalha como professor universitário e descobre que devido a um cometa vindo em três meses, ele será capaz de retornar ao seu planeta natal. Nesse meio tempo ele acidentalmente encontra a famosa atriz Cheon Song-yi, a maior estrela Hallyu na Coreia, quando ela se move ao lado de seu luxuoso apartamento e também acaba por estar freqüentando as aulas na faculdade. Song-yi é uma desagradável, intitulada candidato a atenção, alguém que se tornou uma estrela top na sua adolescência e nunca aprendeu a viver uma vida normal. Min-joon descobre que Song-yi se parece com a jovem, que ele se apaixonou na era Joseon. Ele tenta manter-se longe dela, porque ele precisa deixar o planeta Terra.
No entanto, Song-yi se envolve no perigoso jogo de Lee Jae-kyung, o irmão mais velho de Hwi-kyung, que tem sido seu amigo desde o ensino médio e é apaixonado por ela. Como Jae-kyung tenta silenciar Song-yi, Min-joon se encontra salvando sua vida várias vezes e, finalmente, os vizinhos se apaixonam um pelo outro. Mas Jae-kyung acaba por ser muito mais perigoso do que Min-joon suspeita e ele misteriosamente também começa a perder o controle sobre seus superpoderes, fazendo o seu único amigo e confidente, Advogado Jang ficar preocupado com a sua vida e sua volta ao espaço.

## Elenco

### Elenco principal
- Jun Ji-hyun[13][14][15] ... Cheon Song-yi, uma estrela top Hallyu que é muito franca e acredita que ela é do tipo de cada um, até que ela conhece seu vizinho estoico, Do Min-joon. Ela logo desenvolve sentimentos por ele e tenta fazê-lo se apaixonar por ela.
- Kim Soo-hyun[16][17][18][19][20][21] ... Do Min-joon, um ser muito frio e distante, ele amava uma menina que viveu durante a dinastia Joseon por gostar dele como o seu verdadeiro eu, um alienígena. Depois que a garota morre para salvá-lo, ele espera voltar para casa. Vive uma vida solitária e isolada ao longo de séculos, um dia ele encontra Cheon Song-yi, uma mulher exatamente igual a garota que ele amou há 400 anos.
- Park Hae-jin[22][23] ... Lee Hwi-kyung, amigo de infância de Song-yi, que tem um amor não correspondido por ela. Ele acredita que um dia ela vai amá-lo, mas decide recuar um pouco, apoiando-a como um verdadeiro amigo.
- Yoo In-na[24][25] ... Yoo Se-mi, uma garota que Song-yi ver como uma amiga. Debaixo de seu sorriso doce, ela é realmente tem muita inveja de Song-yi e teve uma queda por Hwi-kyung por um longo tempo. Mais tarde, ela torna-se famosa após a queda de Song-yi da indústria do entretenimento.

### Coadjuvantes
- Shin Sung-rok[26] ... Lee Jae-kyung: Irmão mais velho de Hwi-kyung, o herdeiro da S&C Group. O principal antagonista da série, buscando silenciar Song-yi para um segredo que ela sabe sobre ele.
- Kim Chang-wan ... Jang Young-mok: O advogado de Min-joon. Quando era jovem, ele foi salvo por Min-joon de uma tentativa de suicídio e descobriu sobre a sua identidade. Ele tem sido um amigo leal dele desde então.
- Ahn Jae-hyun ... Cheon Yoon-jae: Irmão mais novo de Song-yi, que primeiro desaprova sua relação com o vizinho, mas cresce a gosta de Min-joon por causa de seu interesse comum em astronomia.
- Na Young-hee ... Yang Mi-yeon: Mãe de Song-yi
- Oh Sang-jin ... Yoo Seok: Irmão mais velho de Se-mi, um jovem e entusiasta promotor olhando para o caso de Han Yoo Ra. Ele fica a saber sobre a verdadeira identidade de Do Min-joon.
- Kim Hee-won ... Park Byung-hee: detetive, que trabalha em conjunto com Yoo Seok sobre o caso de Han Yoo Ra. Sabe sobre a identidade do Do Min-joon.
- Jo Hee-bong ... Presidente Ahn: CEO da agência de talentos de Song-yi.
- Kim Kang-hyun ... Yoon Beom: Empresário de Song-yi.
- Kim Bo-mi ... Min-ah: Estilista de Song-yi.
- Lee Jung-gil ... Lee Beom-joong: Pai de Hwi-kyung, o presidente da S & C Grupo
- Lee Il-hwa ... Han Sun-young: Mãe de Se-mi.
- Sung Byung-sook ... Hong Eun-ah: Mãe de Hwi-kyung.
- Uhm Hyo-seop ... Cheon Min-goo: Pai de Song-yi
- Lee Yi-kyung ... Secretário de Lee Jae-kyung
- Jo Se-ho ... Chul-soo: cliente da loja de quadrinhos/vizinho desempregado 1.
- Nam Chang-hee ... Hyuk: cliente da loja de quadrinhos/vizinho desempregado 2.
- Hong Jin-kyung ... Presidente Hong: Velha amiga de Cheon Song-yi.
- Jo Seung-hyun ... Lee Hwi-kyung jovem.
- Kim Hyeon-soo ... Cheon Song-yi jovem.
- Yoon In Na ... Yoo Se-mi jovem.
- Jeon Jin-seo ... Cheon Yoon-jae jovem.

### Participações
- Yoo In-young ... Han Yoo-ra (ep 2-4)
- Yoo Jun-sang ... Mr. Yoo (ep 2-3)
- Serri ... atriz júnior 1 (ep 3)
- Subin ... atriz júnior 2 (ep 3)
- Joon In Taek ... pai de Yi Hwa (ep 4)
- Lee Geum Joo ... mãe de Yi Hwa (ep 4)
- Jang Hang-joon ... diretor (ep 4)
- Kim Saeng Min ... repórter no casamento de Noh Seo Young (ep 4)
- Park Jeong-ah ... Noh Seo-young (ep 4)
- Son Eun-seo ... Hwang Jini (ep 4)
- Kim Su-ro ... Lee Hyung-wook (ep 5)
- Jung Eun-pyo ... Yoon Sung-dong (ep 6) / Descendente de Yoon Sung-dong (ep 12)
- Park Yeong-gyu ... Heo Jun (ep 11)
- Bae Suzy ... Go Hye-mi (ep 17)
- Yeon Woo-jin ... Lee Han-kyung (ep 18)[27]
- Ryu Seung-ryong ... Heo Gyun (ep 19)
- Sandara Park ... atriz top (ep 21)
- Kim Won-jun ... Acompanhante de Sandara no tapete vermelho (ep 21)

## Trilha sonora
| Disc 1: |                                                                    |               |         |  |
| N.º     | Título                                                             | Artista       | Duração |  |
| 1.      | "My Destiny"                                                       | Lyn           | 3:51    |  |
| 2.      | "별처럼" (Like a Star)                                             | K.Will        | 3:30    |  |
| 3.      | "별에서 온 그대" (My Love from the Star)                           | Younha        | 3:19    |  |
| 4.      | "안녕" (Hello / Goodbye)                                           | Hyorin        | 3:35    |  |
| 5.      | "I Love You"                                                       | JUST          | 4:00    |  |
| 6.      | "오늘 같은 눈물이" (Tears Like Today)                              | Huh Gak       | 3:45    |  |
| 7.      | "너의 모든 순간" (Every Moment of Yours)                           | Sung Si-kyung | 4:00    |  |
| 8.      | "너의 집 앞" (In Front of Your House)                              | Kim Soo-hyun  | 3:41    |  |
| 9.      | "너의 모든 순간 (Piano Ver.)" (Every Moment of Yours (Piano Ver.)) | Sung Si-kyung | 4:02    |  |

| Disc 2: |                                 |                 |         |  |
| N.º     | Título                          | Artista         | Duração |  |
| 1.      | "Man From Star (Opening Title)" | Vários Artistas | 2:11    |  |
| 2.      | "Back to the Present"           | Vários Artistas | 5:10    |  |
| 3.      | "Cliff Tension"                 | Vários Artistas | 4:39    |  |
| 4.      | "Star Bach Comic"               | Vários Artistas | 1:37    |  |
| 5.      | "Dark Fantasy"                  | Vários Artistas | 3:13    |  |
| 6.      | "Past Love"                     | Varios Artistas | 3:10    |  |
| 7.      | "Star Comic Pizzicato"          | Vários Artistas | 1:26    |  |
| 8.      | "Dream Scenery I"               | Vários Artistas | 3:10    |  |
| 9.      | "Dream Scenery II"              | Vários Artistas | 4:14    |  |
| 10.     | "Mocha Comic Tension"           | Vários Artistas | 1:56    |  |
| 11.     | "Tears In Minuet"               | Vários Artistas | 3:12    |  |
| 12.     | "Missing You"                   | Vários Artistas | 2:57    |  |
| 13.     | "Beethoven Revolution"          | Vários Artistas | 4:00    |  |
| 14.     | "Killing Tension I"             | Vários Artistas | 3:07    |  |
| 15.     | "Killing Tension II"            | Vários Artistas | 1:42    |  |
| 16.     | "Welcome to Earth"              | Vários Artistas | 3:33    |  |
| 17.     | "Stars Comic Tension"           | Vários Artistas | 2:08    |  |
| 18.     | "Waltz With Star"               | Vários Artistas | 2:06    |  |
| 19.     | "Stars Love Mambo"              | Vários Artistas | 1:51    |  |
| 20.     | "Space Love"                    | Vários Artistas | 3:36    |  |
| 21.     | "Run Away (Ending Title)"       | Vários Artistas | 2:26    |  |

| Special: |                  |              |         |  |
| N.º      | Título           | Artista      | Duração |  |
| 1.       | "약속" (Promise) | Kim Soo-hyun | 4:01    |  |

| 2013                                                                                     | "My Destiny" (Lyn)                      | 2  | 2  | - KOR (DL): 1,031,437+ | Part 1  |
| 2014                                                                                     | "Like a Star" (K.Will)                  | 4  | 1  | - KOR (DL): 716,081+   | Part 2  |
| 2014                                                                                     | "My Love from the Star" (Younha)        | 12 | 9  | - KOR (DL): 429,874+   | Part 3  |
| 2014                                                                                     | "Hello" (Hyorin)                        | 1  | 1  | - KOR (DL): 1,209,445+ | Part 4  |
| 2014                                                                                     | "I Love You" (JUST)                     | 18 | 7  | - KOR (DL): 174,249+   | Part 5  |
| 2014                                                                                     | "Tears Like Today" (Huh Gak)            | 1  | 2  | - KOR (DL): 725,294+   | Part 6  |
| 2014                                                                                     | "Every Moment of You" (Sung Si-kyung)   | 2  | 2  | - KOR (DL): 1,022,383+ | Part 7  |
| 2014                                                                                     | "In Front of Your House" (Kim Soo-hyun) | 3  | 4  | - KOR (DL): 421,198+   | Part 8  |
| 2014                                                                                     | "Promise" (Kim Soo-hyun)                | 12 | 13 | - KOR (DL): 129,949+   | Special |
| "—" indica lançamentos que não figuraram nas paradas ou não foram lançados nessa região. |                                         |    |    |                        |         |

## Produção
À medida que o protagonista da série possui Superpoderes, como a capacidade de teletransporte, tempo de parada e efeito especial tiveram que ser empregados. A produção utilizou 60 câmeras especiais para pequenos bullet time. A câmera GoPro foi instalada em 180 graus e "parou" personagens para fossem filmados de vários ângulos. A cena final é uma montagem de vários pequenos detalhes e, em seguida, aumentada digitalmente. Esta foi a primeira vez que câmeras HD foram utilizadas para produzir uma série de TV na Coreia do Sul.
Entre os locais de filmagem foram utilizados dois prédios de luxo recém-construídos, Dongdaemun Design Plaza & Park (DDP) e Boutique Monaco. A Organização de Turismo da Coreia do Sul mais tarde realizou uma exibição 3D no DDP Art Hall de 10 de junho a 15 agosto de 2014, que contou com um dos conjuntos de casas usadas, com as salas de exposição intitulada "Start," "Fate," "Shaking" e "Longing" em linha com o enredo do drama.

## Impacto
My Love from the Star teve um impacto sobre a moda coreana, com roupas, acessórios e produtos de maquilhagem usados por Jun Ji-hyun vendo um aumento "sem precedentes" em ordens. Ficou também no primeiro lugar como "programa favorito da Coreia" em uma pesquisa conduzida pelo Gallup Korea em fevereiro de 2014, com 11,5 por cento dos votos. The Miraculous Journey of Edward Tulane por Kate DiCamillo, um romance infantil que definhava na obscuridade por cinco anos, foi impulsionada para o topo da lista dos mais vendidos nas principais livrarias coreanas após o protagonista masculino cita-lo repetidamente ao longo da série.
Além de altos índices de audiência na Coreia do Sul, a série também provou ser bem sucedida na China, onde se tornou o mais caro drama coreano vendido a partir de fevereiro de 2014, por US$35 000 por episódio. Ele também se tornou um dos shows de streaming mais vistos em plataforma chinesa iqiyi, onde foi transmitido mais de 14,5 bilhões de vezes a partir de dezembro de 2013 a fevereiro de 2014. A série começou uma mania de chimaek (chicken e maekju), um snack-coreano popular de frango e cerveja , que é o lanche favorito da protagonista feminina. Apesar de diminuir o consumo de frango na China devido ao medo de H7N9 gripe aviária, restaurantes de frango frito em cidades viram um aumento das encomendas desde o funcionamento do show. Enquanto isso, o fabricante coreano de macarrão instantâneo Nongshim disse que as vendas em janeiro e fevereiro de 2014 -, enquanto o drama foi ao ar - subiu para um recorde em sua história de negócios na China em mais de 15 anos; Isto, também, foi atribuída a uma cena no drama onde o casal desfrutou de uma tigela de macarrão em uma viagem.
Profissionais de TV na China também opinou sobre a recepção positiva do drama coreano em seu país. Em um artigo de op-ed publicada pelo China Daily, escritor Xiao Lixin atribuiu seu sucesso a "grandes inovações em produções de TV da Coreia do Sul em termos de temas e padrões narrativos", elogiando o enredo como "lógico e acelerado" intercalados com "capricho e socos de linhas românticas," e que "a fotografia de alta velocidade e os efeitos gerados por computador" ajudou a "criar um impacto visual realista". Yu Zheng, um outro escritor, disse My Love from the Star é digno de ser estudado, e pensei que o enredo era "simples, mas tem tensão. Uma boa combinação de cenas ao ar livre e indoor." Odiretor diretor do show de variedade Pang Bo comentou que os criadores da série tiveram atenção a detalhes técnicos, mesmo nas cenas mais curtas com efeitos especiais. Celebridades chinesas como Zhao Wei e Gao Yuanyuan também seguiram e ativamente afixaram sobre a série no Weibo, aumentando sua popularidade. The Washington Post informou, em março 2014, que o drama coreano foi discutido na China no no Congresso Nacional do Povo, particularmente em um comitê do órgão consultivo político Conferência Consultiva Política do Povo Chinês (CCPPC), onde supostamente liderou a agenda entre os delegados da cultura e indústria do entretenimento.

## Exibição

### Brasil
Foi exibida pelo canal TNT Novelas de 7 de outubro a 1 de novembro de 2024.
Foi exibida pelo SBT de 9 de junho a 18 de julho de 2025 às 16h45, na faixa Sessão Dorama, e assim sendo o primeiro e único dorama a ser transmitido na emissora. A atração foi substituída pelos últimos capítulos da terceira temporada de A Caverna Encantada.

## Recepção
Na tabela abaixo, os números azuis representam as audiências mais baixas e os números vermelhos representam as audiências mais elevadas. O episódio 14 foi antecipado devido à programação de TV do feriado do Ano Novo Lunar. Um especial de 70 minutos foi ao ar em 7 de fevereiro de 2014 às 23:20 KST intitulado You Who Came from the Stars: the Beginning, com um resumo dos episódios 1 ao 15.
| Episódio # | Data de transmissão original | Audiência média | Audiência média              | Audiência média | Audiência média              |
| Episódio # | Data de transmissão original | TNmS Ratings    | TNmS Ratings                 | AGB Nielsen     | AGB Nielsen                  |
| Episódio # | Data de transmissão original | Em todo o país  | Região Metropolitana de Seul | Em todo o país  | Região Metropolitana de Seul |
| ---------- | ---------------------------- | --------------- | ---------------------------- | --------------- | ---------------------------- |
| 1          | 18 de dezembro de 2013       | 15.5%           | 19.1%                        | 15.6%           | 17.0%                        |
| 2          | 19 de dezembro de 2013       | 15.9%           | 18.5%                        | 18.3%           | 20.5%                        |
| 3          | 25 de dezembro de 2013       | 17.2%           | 20.4%                        | 19.4%           | 21.0%                        |
| 4          | 26 de dezembro de 2013       | 18.4%           | 20.8%                        | 20.1%           | 22.1%                        |
| 5          | 1 de janeiro de 2014         | 21.0%           | 24.8%                        | 22.3%           | 25.3%                        |
| 6          | 2 de janeiro de 2014         | 22.8%           | 28.2%                        | 24.6%           | 27.8%                        |
| 7          | 8 de janeiro de 2014         | 22.1%           | 27.0%                        | 24.1%           | 26.6%                        |
| 8          | 9 de janeiro de2014          | 22.9%           | 29.1%                        | 24.4%           | 27.4%                        |
| 9          | 15 de janeiro de 2014        | 21.8%           | 26.2%                        | 23.1%           | 25.4%                        |
| 10         | 16 de janeiro de 2014        | 22.7%           | 28.3%                        | 24.4%           | 27.1%                        |
| 11         | 22 de janeiro de 2014        | 23.3%           | 28.1%                        | 24.5%           | 26.8%                        |
| 12         | 23 de janeiro de 2014        | 24.6%           | 29.0%                        | 26.4%           | 28.2%                        |
| 13         | 29 de janeiro de 2014        | 24.3%           | 27.5%                        | 24.8%           | 26.1%                        |
| 14         | 5 de fevereiro de 2014       | 25.1%           | 30.7%                        | 25.7%           | 27.8%                        |
| 15         | 6 de fevereiro de 2014       | 24.5%           | 28.7%                        | 25.9%           | 27.7%                        |
| 16         | 12 de fevereiro de 2014      | 23.3%           | 28.0%                        | 25.7%           | 28.1%                        |
| 17         | 13 de fevereiro de 2014      | 25.6%           | 29.8%                        | 27.0%           | 29.5%                        |
| 18         | 19 de fevereiro de 2014      | 25.9%           | 30.8%                        | 27.4%           | 29.9%                        |
| 19         | 20 de fevereiro de 2014      | 26.0%           | 29.9%                        | 26.7%           | 29.1%                        |
| 20         | 26 de fevereiro de 2014      | 24.5%           | 29.3%                        | 26.0%           | 28.0%                        |
| 21         | 27 de fevereiro de 2014      | 28.1%           | 33.2%                        | 28.1%           | 29.6%                        |
| Média      | Média                        | 22.64%          | 27.02%                       | 24.02%          | 26.24%                       |
| Especial   | 7 de fevereiro de 2014       | 8.2%            | 9.4%                         | 10.0%           | 11.5%                        |

Foi ao ar nas Filipinas de segunda à sexta-feira às 17:15 PST. Um especial de 150 minutos com o subtítulo The Kilig Throwback dividido em cinco episódios, foi ao ar todos os domingos a partir de 18 maio a 29 junho de 2014 às 10:45, e mais tarde mudou-se para 11:15 PST. Tamanho de mercado da AGB Nielsen em Mega Manila é de 20% do total nacional.
| Classificações nas Filipinas | Classificações nas Filipinas | Classificações nas Filipinas | Classificações nas Filipinas |
| Episódio #                   | Data de transmissão          | Audiência média              | Audiência média              |
| Episódio #                   | Data de transmissão          | AGB Nielsen                  | Kantar Media-TNS             |
| Episódio #                   | Data de transmissão          | Mega Manila                  | Em todo o país               |
| ---------------------------- | ---------------------------- | ---------------------------- | ---------------------------- |
| 1                            | 21 de abril de 2014          | 16.6%                        | 11.0%                        |
| 2                            | 22 de abril de 2014          | 17.2%                        | 12.1%                        |
| 3                            | 23 de abril de 2014          | 19.0%                        | 12.9%                        |
| 4                            | 24 de abril de 2014          | 18.5%                        | 12.5%                        |
| 5                            | 25 de abril de 2014          | 19.0%                        | 12.9%                        |
| 6                            | 28 de abril de 2014          | 17.4%                        | 11.7%                        |
| 7                            | 29 de abril de 2014          | 19.6%                        | 12.0%                        |
| 8                            | 30 de abril de 2014          | 18.6%                        | 11.1%                        |
| 9                            | 1 de maio de 2014            | 17.9%                        | 11.4%                        |
| 10                           | 2 de maio de 2014            | 19.0%                        | 12.3%                        |
| 11                           | 5 de maio de 2014            | 19.5%                        | 11.2%                        |
| 12                           | 6 de maio de 2014            | 19.9%                        | 12.4%                        |
| 13                           | 7 de maio de 2014            | 19.3%                        | 12.4%                        |
| 14                           | 8 de maio de 2014            | 19.6%                        | 12.0%                        |
| 15                           | 9 de maio de 2014            | 19.0%                        | 12.4%                        |
| 16                           | 12 de maio de 2014           | 19.1%                        | 11.7%                        |
| 17                           | 13 de maio de 2014           | 18.5%                        | 12.4%                        |
| 18                           | 14 de maio de 2014           | 19.9%                        | 13.6%                        |
| 19                           | 15 de maio de 2014           | 20.0%                        | 14.1%                        |
| 20                           | 16 de maio de 2014           | 19.5%                        | 14.1%                        |
| 21                           | 19 de maio de 2014           | 18.8%                        | 13.8%                        |
| 22                           | 20 de maio de 2014           | 20.0%                        | 13.4%                        |
| 23                           | 21 de maio de 2014           | 20.0%                        | 13.7%                        |
| 24                           | 22 de maio de 2014           | 20.5%                        | 13.9%                        |
| 25                           | 23 de maio de 2014           | 21.1%                        | 13.0%                        |
| 26                           | 26 de maio de 2014           | 21.6%                        | 13.0%                        |
| 27                           | 27 de maio de 2014           | 21.6%                        | 15.2%                        |
| 28                           | 28 de maio de 2014           | 21.1%                        | 14.2%                        |
| 29                           | 29 de maio de 2014           | 22.5%                        | 14.4%                        |
| 30                           | 30 de maio de 2014           | 20.9%                        | 13.9%                        |
| 31                           | 2 de junho de 2014           | 21.4%                        | 14.0%                        |
| 32                           | 3 de junho de 2014           | 22.6%                        | 14.3%                        |
| 33                           | 4 de junho de 2014           | 20.7%                        | 15%                          |
| 34                           | 5 de junho de 2014           | 21.9%                        | 14.9%                        |
| 35                           | 6 de junho de 2014           | 21.4%                        | 15.2%                        |
| 36                           | 9 de junho de 2014           | 22.6%                        | 14.7%                        |
| 37                           | 10 de junho de 2014          | 23.4%                        | 16.3%                        |
| 38                           | 11 de junho de 2014          | 25.2%                        | 15.9%                        |
| 39                           | 12 de junho de 2014          | 26.1%                        | 16.0%                        |
| 40                           | 13 de junho de 2014          | 23.6%                        | 16.3%                        |
| 41                           | 16 de junho de 2014          | 22.9%                        | 16.0%                        |
| 42                           | 17 de junho de 2014          | 23.9%                        | 16.5%                        |
| 43                           | 18 de junho de 2014          | 24.8%                        | 16.2%                        |
| 44                           | 19 de junho de 2014          | 25.6%                        | 16.9%                        |
| 45                           | 20 de junho de 2014          | 23.6%                        | 15.8%                        |
| 46                           | 23 de junho de 2014          | 21.7%                        | N/A                          |
| 47                           | 24 de junho de 2014          | 22.9%                        | N/A                          |
| 48                           | 25 de junho de 2014          | 22.6%                        | N/A                          |
| 49                           | 26 de junho de 2014          | 27.4%                        | N/A                          |
| 50                           | 27 de junho de 2014          | 24.3%                        | 16.9%                        |
| 51                           | 30 de junho de 2014          | 19.1%                        | N/A                          |
| Média                        | Média                        | 20.98%                       | 13.61%                       |
| Especial                     | 18 de maio de 2014           | 16.5%                        | 11.0%                        |
| Especial                     | 25 de maio de 2014           | 15.5%                        | 12.2%                        |
| Especial                     | 1 de junho de 2014           | 15.4%                        | 10.9%                        |
| Especial                     | 8 de junho de 2014           | 17.8%                        | 11.9%                        |
| Especial                     | 15 de junho de 2014          | 18.5%                        | 12.1%                        |
| Especial                     | 22 de junho de 2014          | 19.7%                        | N/A                          |
| Especial                     | 29 de junho de 2014          | 18.5%                        | 12.9%                        |
| Especial                     | 6 de julho de 2014           | 16.8%                        | 13.9%                        |
| Média                        | Média                        | 17.34%                       | 12.13%                       |

## Prêmios e indicações
| Ano  | Prêmio                                            | Categoria                                         | Beneficiário                                | Resultado |
| ---- | ------------------------------------------------- | ------------------------------------------------- | ------------------------------------------- | --------- |
| 2014 | 50th Baeksang Arts Awards                         | Grande Prêmio (Daesang) para TV                   | Jun Ji-hyun                                 | Venceu    |
| 2014 | 50th Baeksang Arts Awards                         | Melhor Drama                                      | My Love from the Star                       | Indicado  |
| 2014 | 50th Baeksang Arts Awards                         | Melhor Diretor (TV)                               | Jang Tae-yoo                                | Indicado  |
| 2014 | 50th Baeksang Arts Awards                         | Melhor Ator (TV)                                  | Kim Soo-hyun                                | Indicado  |
| 2014 | 50th Baeksang Arts Awards                         | Melhor Atriz (TV)                                 | Jun Ji-hyun                                 | Indicado  |
| 2014 | 50th Baeksang Arts Awards                         | Melhor Roteiro (TV)                               | Park Ji-eun                                 | Indicado  |
| 2014 | 50th Baeksang Arts Awards                         | Ator Mais Popular (TV)                            | Kim Soo-hyun                                | Venceu    |
| 2014 | 50th Baeksang Arts Awards                         | Ator Mais Popular (TV)                            | Park Hae-jin                                | Indicado  |
| 2014 | 50th Baeksang Arts Awards                         | Atriz Mais Popular (TV)                           | Jun Ji-hyun                                 | Indicado  |
| 2014 | 50th Baeksang Arts Awards                         | Melhor OST                                        | My Destiny - Lyn                            | Venceu    |
| 2014 | 20th Shanghai Television Festival Magnolia Awards | Silver Award, Melhor Série de TV Estrangeira      | My Love from the Star                       | Venceu    |
| 2014 | 41st Korea Broadcasting Awards                    | Melhor Ator/Atriz                                 | Jun Ji-hyun                                 | Venceu    |
| 2014 | 9th Seoul International Drama Awards              | Excelente Drama Coreano                           | My Love from the Star                       | Venceu    |
| 2014 | 9th Seoul International Drama Awards              | Ilustre Ator Coreano                              | Kim Soo-hyun                                | Venceu    |
| 2014 | 9th Seoul International Drama Awards              | Ilustre Atriz Coreana                             | Jun Ji-hyun                                 | Indicado  |
| 2014 | 9th Seoul International Drama Awards              | People's Choice Actor                             | Kim Soo-hyun                                | Venceu    |
| 2014 | 9th Seoul International Drama Awards              | People's Choice Actress                           | Jun Ji-hyun                                 | Indicado  |
| 2014 | 9th Seoul International Drama Awards              | Ilustre OST de Drama Coreano                      | My Destiny - Lyn                            | Venceu    |
| 2014 | 9th Seoul International Drama Awards              | Ilustre OST de Drama Coreano                      | Every Moment of You - Sung Si-kyung         | Indicado  |
| 2014 | 7th Korea Drama Awards                            | Grande Prêmio (Daesang)                           | Kim Soo-hyun                                | Venceu    |
| 2014 | 7th Korea Drama Awards                            | Grande Prêmio (Daesang)                           | Jun Ji-hyun                                 | Indicado  |
| 2014 | 7th Korea Drama Awards                            | Melhor Drama                                      | My Love from the Star                       | Venceu    |
| 2014 | 7th Korea Drama Awards                            | Melhor Diretor de Produção                        | Jang Tae-yoo                                | Indicado  |
| 2014 | 7th Korea Drama Awards                            | Melhor Roteiro                                    | Park Ji-eun                                 | Indicado  |
| 2014 | 7th Korea Drama Awards                            | Prêmio de Excelência, Ator                        | Park Hae-jin                                | Indicado  |
| 2014 | 7th Korea Drama Awards                            | Melhor Novo Ator                                  | Ahn Jae-hyun                                | Venceu    |
| 2014 | 7th Korea Drama Awards                            | Melhor Novo Ator                                  | Lee Yi-kyung                                | Indicado  |
| 2014 | 7th Korea Drama Awards                            | Melhor OST                                        | My Destiny - Lyn                            | Indicado  |
| 2014 | 7th Korea Drama Awards                            | Melhor OST                                        | Hello / Goodbye - Hyolyn                    | Indicado  |
| 2014 | 7th Korea Drama Awards                            | Hallyu Hot Star Award                             | Kim Soo-hyun                                | Venceu    |
| 2014 | 7th Korea Drama Awards                            | Hot Star Award                                    | Shin Sung-rok                               | Venceu    |
| 2014 | 8th Tokyo International Drama Festival            | Prêmio Especial para Dramas Estrangeiros          | My Love from the Star                       | Venceu    |
| 2014 | 8th Tokyo International Drama Festival            | Melhor Ator na Ásia                               | Kim Soo-hyun                                | Venceu    |
| 2014 | 6th MelOn Music Awards                            | Melhor OST                                        | My Destiny - Lyn                            | Venceu    |
| 2014 | 3rd APAN Star Awards                              | Prêmio Top de Excelência, Ator em Minissérie      | Kim Soo-hyun                                | Venceu    |
| 2014 | 3rd APAN Star Awards                              | Prêmio Top de Excelência, Atriz em Minissérie     | Jun Ji-hyun                                 | Indicado  |
| 2014 | 3rd APAN Star Awards                              | Prêmio de Excelência, Ator em Minissérie          | Park Hae-jin                                | Indicado  |
| 2014 | 3rd APAN Star Awards                              | Melhor Ator Coadjuvante                           | Kim Chang-wan                               | Indicado  |
| 2014 | 3rd APAN Star Awards                              | Melhor Ator Coadjuvante                           | Shin Sung-rok                               | Indicado  |
| 2014 | 3rd APAN Star Awards                              | Melhor Novo Ator                                  | Ahn Jae-hyun                                | Indicado  |
| 2014 | 3rd APAN Star Awards                              | Melhor Diretor de Produção                        | Jang Tae-yoo                                | Venceu    |
| 2014 | 3rd APAN Star Awards                              | Hallyu Star Award                                 | Jun Ji-hyun                                 | Venceu    |
| 2014 | 3rd APAN Star Awards                              | Hallyu Star Award                                 | Kim Soo-hyun                                | Venceu    |
| 2014 | 22nd Korea Culture and Entertainment Awards       | Prêmio de Excelência , Ator em Drama              | Shin Sung-rok                               | Venceu    |
| 2014 | 16th Mnet Asian Music Awards                      | Melhor OST                                        | My Destiny - Lyn                            | Venceu    |
| 2014 | 16th Mnet Asian Music Awards                      | Melhor OST                                        | Every Moment of You - Sung Si-kyung         | Indicado  |
| 2014 | 27th Grimae Awards                                | Grande Prêmio (Daesang)                           | Lee Gil-bok, Jung Min-gyun (cinematógrafos) | Venceu    |
| 2014 | 27th Grimae Awards                                | Melhor Diretor de Produção                        | Jang Tae-yoo, Oh Choong-hwan                | Venceu    |
| 2014 | SBS Drama Awards                                  | Grande Prêmio (Daesang)                           | Jun Ji-hyun                                 | Venceu    |
| 2014 | SBS Drama Awards                                  | Grande Prêmio (Daesang)                           | Kim Soo-hyun                                | Indicado  |
| 2014 | SBS Drama Awards                                  | Prêmio Top de Excelência, Ator em Drama Especial  | Kim Soo-hyun                                | Venceu    |
| 2014 | SBS Drama Awards                                  | Prêmio Top de Excelência, Atriz em Drama Especial | Jun Ji-hyun                                 | Indicado  |
| 2014 | SBS Drama Awards                                  | Prêmio de Excelência, Ator em Drama Especial      | Shin Sung-rok                               | Venceu    |
| 2014 | SBS Drama Awards                                  | Prêmio de Excelência, Ator em Drama Especial      | Kim Chang-wan                               | Venceu    |
| 2014 | SBS Drama Awards                                  | Prêmio de Excelência, Atriz em Drama Especial     | Na Young-hee                                | Indicado  |
| 2014 | SBS Drama Awards                                  | PD Award                                          | Jun Ji-hyun                                 | Venceu    |
| 2014 | SBS Drama Awards                                  | New Star Award                                    | Ahn Jae-hyun                                | Venceu    |
| 2014 | SBS Drama Awards                                  | Top 10 Stars                                      | Jun Ji-hyun                                 | Venceu    |
| 2014 | SBS Drama Awards                                  | Top 10 Stars                                      | Kim Soo-hyun                                | Venceu    |
| 2014 | SBS Drama Awards                                  | Chinese Netizen Popularity Award                  | Jun Ji-hyun                                 | Indicado  |
| 2014 | SBS Drama Awards                                  | Chinese Netizen Popularity Award                  | Kim Soo-hyun                                | Venceu    |
| 2014 | SBS Drama Awards                                  | Netizen Popularity Award                          | Jun Ji-hyun                                 | Indicado  |
| 2014 | SBS Drama Awards                                  | Netizen Popularity Award                          | Kim Soo-hyun                                | Venceu    |
| 2014 | SBS Drama Awards                                  | Prêmio de Melhor Casal                            | Kim Soo-hyun e Jun Ji-hyun                  | Venceu    |
| 2015 | 29th Golden Disk Awards                           | Melhor OST                                        | Tears Like Today - Huh Gak                  | Venceu    |
| 2015 | 15th Huading Awards                               | Melhor Ator global                                | Kim Soo-hyun                                | Venceu    |
| 2015 | 24th Seoul Music Awards                           | Melhor OST                                        | My Destiny - Lyn                            | Venceu    |
| 2015 | 27th Korea Producers & Directors (PD) Awards      | Melhor Drama                                      | My Love from the Star                       | Venceu    |

## Transmissão internacional
| País                | Canal/Website                                                      |
| ------------------- | ------------------------------------------------------------------ |
| Mundo               | Viki (serviço de streaming on-line)                                |
| China               | TeleAsia Chinese                                                   |
| Brunei              | ONE TV ASIA                                                        |
| Singapura           | ONE TV ASIA MediaCorp Channel U Viu (serviço de streaming on-line) |
| Malásia             | ONE TV ASIA 8TV Shuang Xing                                        |
| Indonésia           | ONE TV ASIA RCTI                                                   |
| Hong Kong           | TVB Drama 1                                                        |
| Japão               | NHK General TV NHK World Premium                                   |
| Myanmar             | Myanmar Television                                                 |
| Filipinas           | GMA Network                                                        |
| Taiwan              | China Television                                                   |
| Tailândia           | Channel 7                                                          |
| Vietname            | HTV3                                                               |
| Camboja             | Hangmeas HD TV                                                     |
| India               | Puthuyugam TV                                                      |
| Sri Lanka           | Sirasa TV                                                          |
| Israel              | Viva Platina                                                       |
| Roménia             | Euforia TV                                                         |
| Curdistão iraquiano | WAAR TV HD                                                         |
| Estados Unidos      | DramaFever (serviço de streaming on-line) Sky Link TV              |
| Brasil              | DramaFever (serviço de streaming on-line) Netflix TNT Novelas SBT  |
| Cazaquistão         | NTK                                                                |
| Argentina           | Telefe                                                             |

## Versão para o cinema
Devido à sua popularidade na China continental, a série foi re-editada em um longa-metragem de duas horas pela produtora chinesa Meng Jiang Wei, e foi lançado nos cinemas no verão de 2014.

## Remake
Um remake americano está em desenvolvimento pela ABC, a ser escrita por Elizabeth Craft e Sarah Fain, e produzido por HB Entertainmet e EnterMedia Contents em associação com a Sony Pictures Television. Os produtores executivos serão Craft e Fain, o criador da série original Park Ji-eun, o CEO da HB Entertainment Moon Bo-mi, Sebastian Lee e David Kim da EnterMedia Content.
Um remake Filipino também está em desenvolvimento e será transmitido e produzido por GMA Network. O remake é esperado para ser lançado ainda em 2016, mas por agora, a rede está apenas exibindo teasers do drama. My Love from the Star se tornou extremamente popular nas Filipinas, depois de atingir as classificações de alta audiência e apelidado como "Um dos dramas coreanos mais amado nas Filipinas".

## Problemas de plágio
Em um comunicado publicado em seu blog em 20 de dezembro de 2013, o autor Kang Kyung-ok alegou que o conceito da série foi plagiado de seu livro em quadrinhos de 2008 Seol-hee, afirmando que o fundo, sua instalação, os trabalhos, e as relações entre os personagens foram semelhantes. O porta-voz da empresa de produção HB Entertainment negou a acusação de plágio, chamando-o de "sem sentido", já que o protagonista masculino na história de Kang é humano, e não um alienígena, e que o roteirista Park Ji-eun "nunca tinha lido ou ouvido falar de" Seol-hee. Um representante da SBS disse a agências de notícias que a rede iria investigar o assunto. Em 20 de maio de 2014, Kang arquivou seu processo no tribunal contra Park Ji-eun e HB Entertainment, pedindo ₩600 milhões em danos. A HB Entretenimento respondeu que estava preparada para "enfrentar fortemente" a ação judicial com o suas próprias provas e testemunhas, chamando as acusações de plágio "sinônimo de uma sentença de morte" para os criadores, que deve ser "erradicado". Kang deixou cair a ação judicial em 3 de julho de 2014, após um acordo fora dos tribunais.
A rede de televisão indonésia RCTI lançou uma série de TV em 2014 intitulada Kau Yang Berasal Dari Bintang, primeiro foi pensado que seria um remake autorizado de My Love from the Star, mas foi, então, verificado que se tratava de uma versão plagiada,  já que a série indonésia continha exatamente a mesma construção e enredo, assim como o drama coreano. Em uma entrevista com o meio de comunicação da Coreia TV Report, um representante do SBS Contents Hub disse: "O drama foi criado sem a obtenção de direitos de publicação legais. Você pode vê-lo como plágio. [... ] Enquanto estávamos no processo de discutir a venda de direitos de publicação legais com outra empresa da Indonésia, este drama saiu. Nós estamos no meio de encontrar o curso de ação a ser tomada."